# Salvia tiliifolia

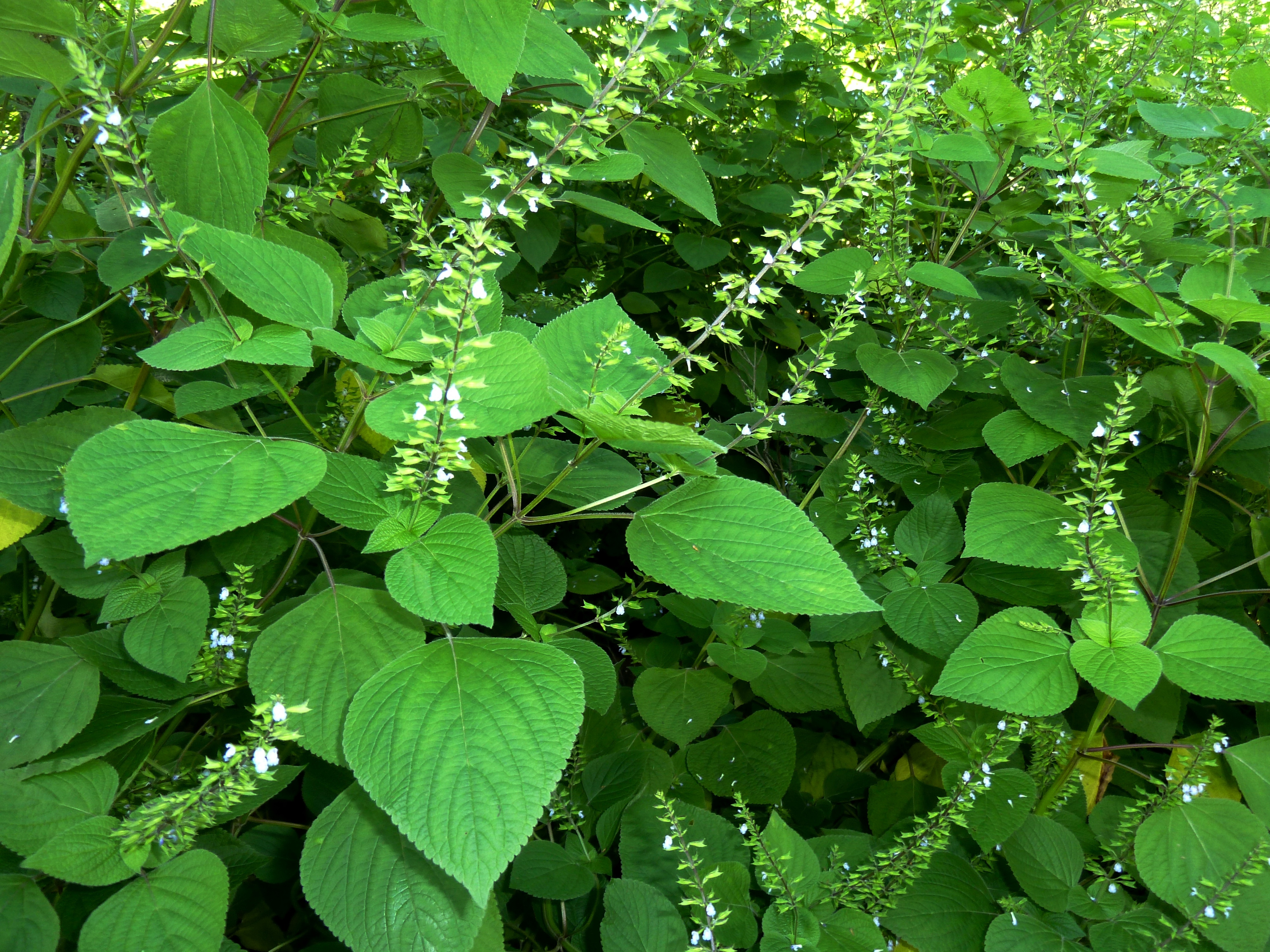
Vista de la planta

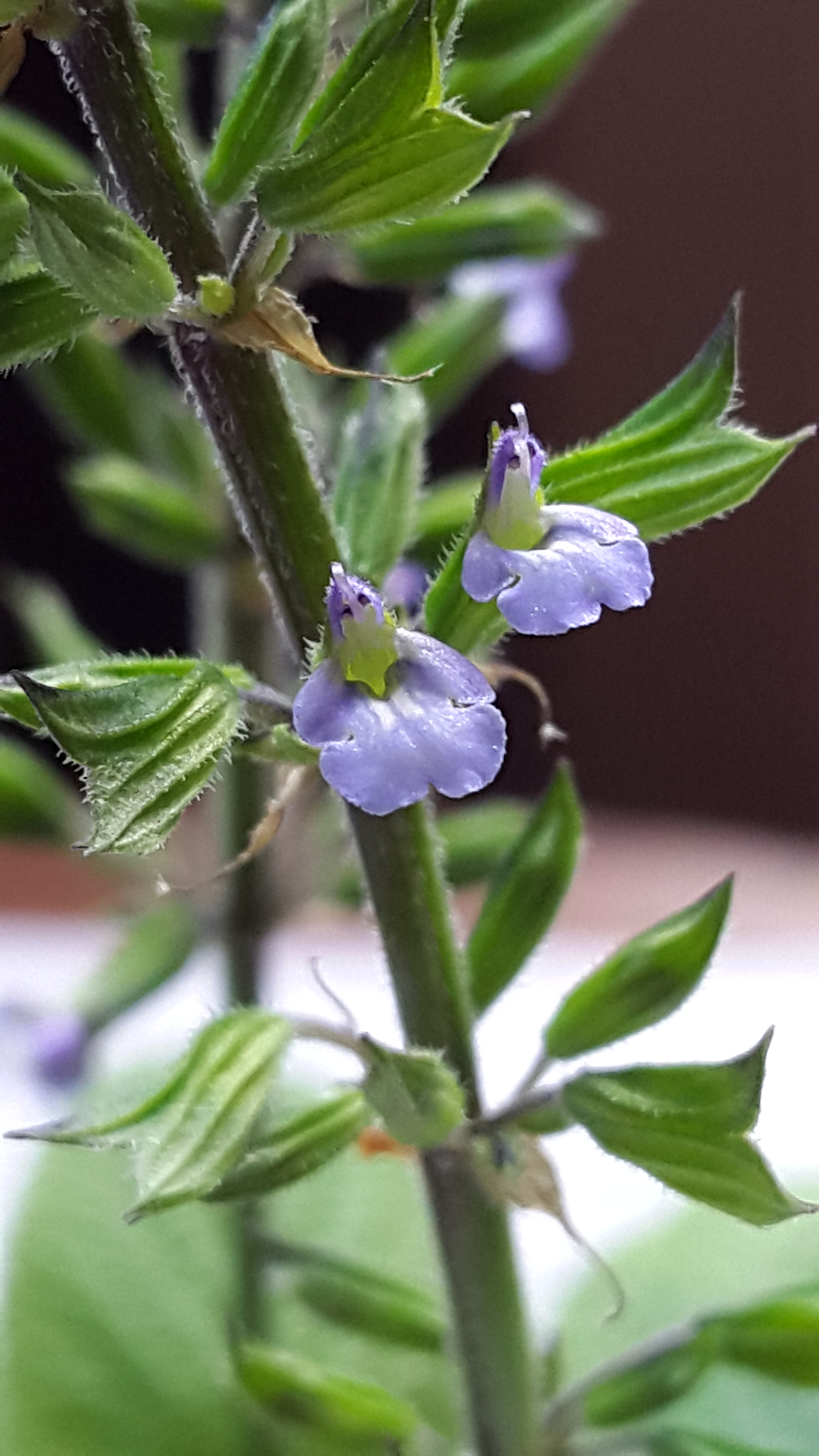
Detalle de la inflorescencia

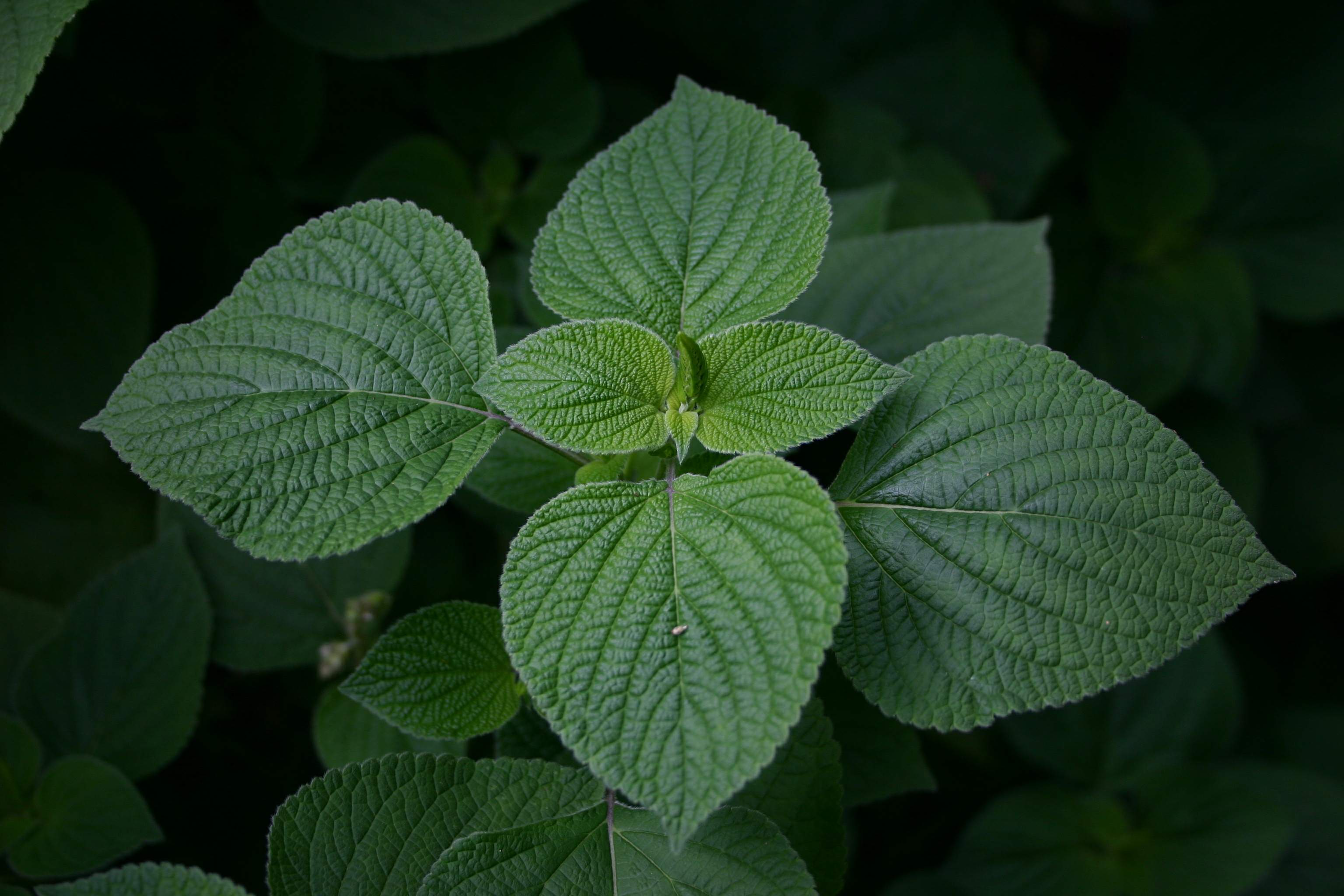
Vista de las hojas

Salvia tiliifolia, conocida comúnmente como chía cimarrona, es una especie de planta de la familia de las lamiáceas, nativa de América.

## Descripción, distribución y hábitat
Salvia tiliifolia es una hierba anual de hasta 1.5 m de alto. Tiene tallos cuadrangulares, glabros o esparcidamente hírtulos. Las hojas orbicular-ovadas, de hasta 5 cm de diámetro, con peciolo de hasta 5 cm de largo, tienen ápice agudo y base truncada a cuneada, frecuentemente oblicua, y son de superficie rugosa. La inflorescencia es una espiga con pequeñas flores bilabiadas azules, agrupadas en verticilos. Brácteas lanceolado-ovadas, de hasta 5 mm de largo y 1.5 mm de ancho, acuminadas; cáliz de unos 5 mm de largo y 2 mm de ancho, con lóbulos mucronados; corola de 5.5 mm de largo, labio superior de 1.5 mm de largo, labio inferior de 2 mm de largo y de ancho. El fruto es una núcula, cubierta por una capa mucilaginosa.
Salvia tiliifolia es una planta de hábito ruderal y arvense, que crece en jardines, orillas de caminos, veredas y campos de cultivo, preferentemente en regiones de clima templado. Es nativa de América, desde Texas, por casi todo México y Centroamérica, hasta Venezuela y Perú. Se cita con distribución secundaria en las Islas Galápagos, Bolivia, Sudáfrica, Etiopía, la India y China.

## Taxonomía
Salvia tiliifolia fue descrita en 1794 por Martin Vahl en Symbolae Botanicae 3: 7.
Etimología
Ver: Salvia
tiliifolia: epíteto latino que significa "de hojas de tilo".

### Sinonimia
- Salvia fimbriata Kunth
- Salvia obvallata Epling
- Salvia psilophylla Epling[3]
- Salvia tiliaefolia Lag. orth. var.[1][6]

## Usos
Salvia tiliifolia es una especie forrajera y comestible, de potencial pero infrecuente consumo similar a la chía (Salvia hispanica). También se usa en medicina tradicional como analgésico y antiinflamatorio, efectos que han sido comprobados en laboratorio, aunque son menores que en otras especies del género como S. microphylla y S. albiflora.

## Nombres comunes
Chía cimarrona, hierba del gallo, limpia tuna, salvia hoja de tilo, tronadora.